# Берстель, Александр Карлович
Александр Карлович Берстель (1788 или 1789 — 11 (23) ноября 1830) — декабрист.

## Биография
Происходил из дворян Казанской губернии — сын российского чиновника Карла Богдановича Берстеля (1746—?), уроженца г. Штеттин (ныне Щецин, Польша). 
По окончании 2-го кадетского корпуса (Санкт-Петербург) с осени 1805 года — подпоручик 11-го артиллерийского полка в Киеве, с 1806 года — 13-й артиллерийской бригады, с которой в 1807 году был переведён в Херсон. В 1808 году произведён в поручики. Участвовал в русско-турецкой войне 1806—1812 годов; за храбрость в битве за Измаил 1808 года стал кавалером ордена Св. Анны 4-й степени. Был также участником войны 1812 года, антинаполеоновских походов в 1813—1814 годах и в 1815 году. За бои, в том числе на Волыни, был награждён памятной серебряной медалью. В 1813 году — штабс-капитан. Женился на дочери прусского майора Густава Имгова Марии.
В 1818 году — капитан, наставник в школе юнкеров 3-го пехотного корпуса, среди которых были будущие декабристы О. Пестов, братья Андрей и Пётр Борисовы. С 16 апреля 1824 года — подполковник.
С сентября 1825 года — член Общества соединённых славян. Арестован 20 января 1826 года в г. Ракитное, заключён первоначально в Белой Церкви, а с 1 февраля до 21 июля находился в Петропавловской крепости, в № 24 Невской куртины. Осуждён по VII разряду, как принадлежащий к тайному обществу, знакомый с целью декабристов и их замыслу готовый лишить свободы императорскую семью. По конфирмации в июле 1826 года приговорён к двухлетним каторжным работам. Наказание отбывал в Бобруйске, срок был сокращён до одного года. В 1827 году был определён рядовым на Кавказ, в 45-й егерский полк, где погиб в схватке с джарскими лезгинами.